# Aeropuerto Internacional de Tozeur-Nefta
El Aeropuerto Internacional de Tozeur – Nefta (en francés Aéroport International de Tozeur - Nefta, en árabe مطار توزر نفطة الدولي) (IATA: TOE, OACI: DTTZ) es un aeropuerto que sirve a Tozeur en Túnez.

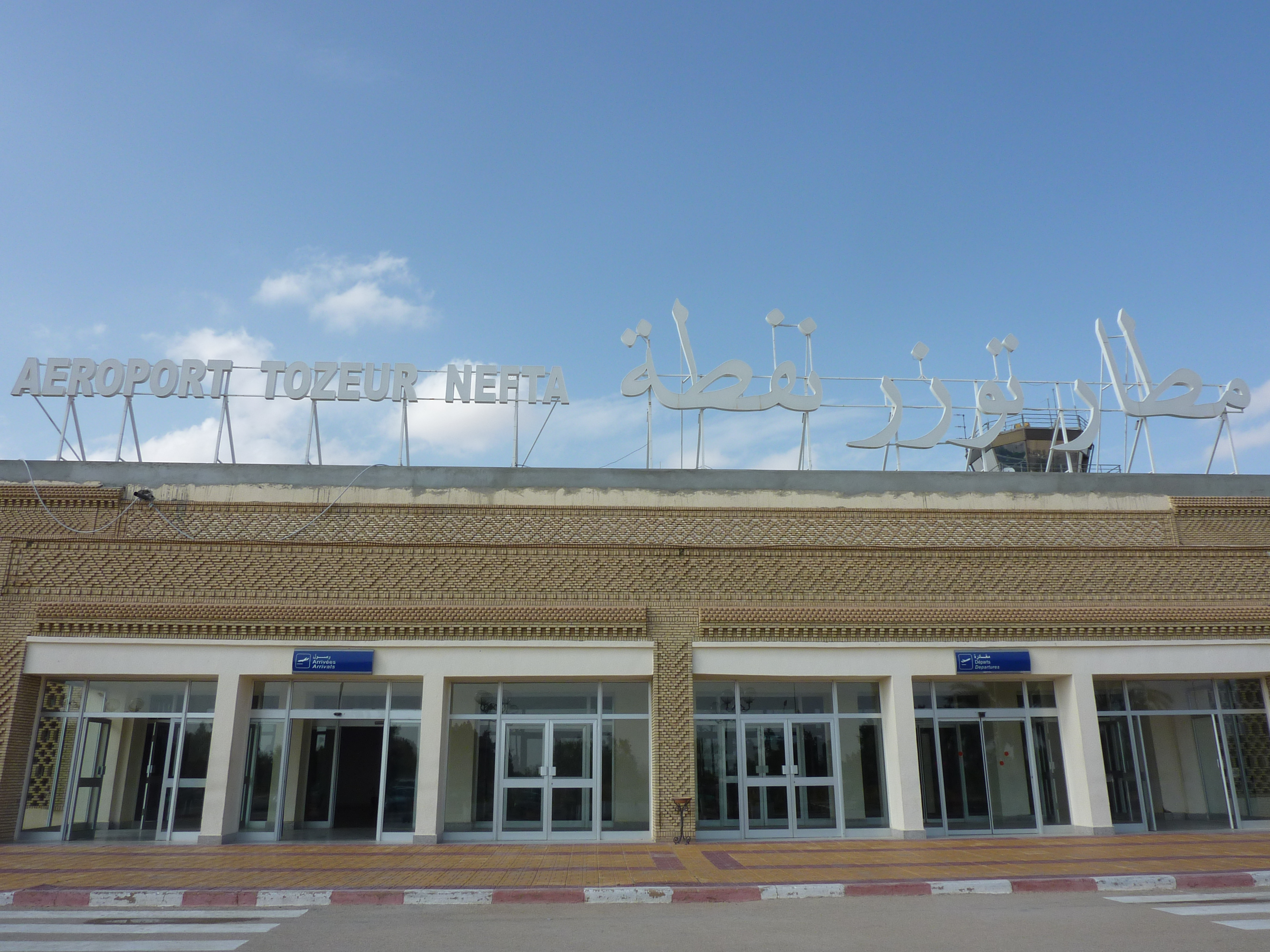
Entrada
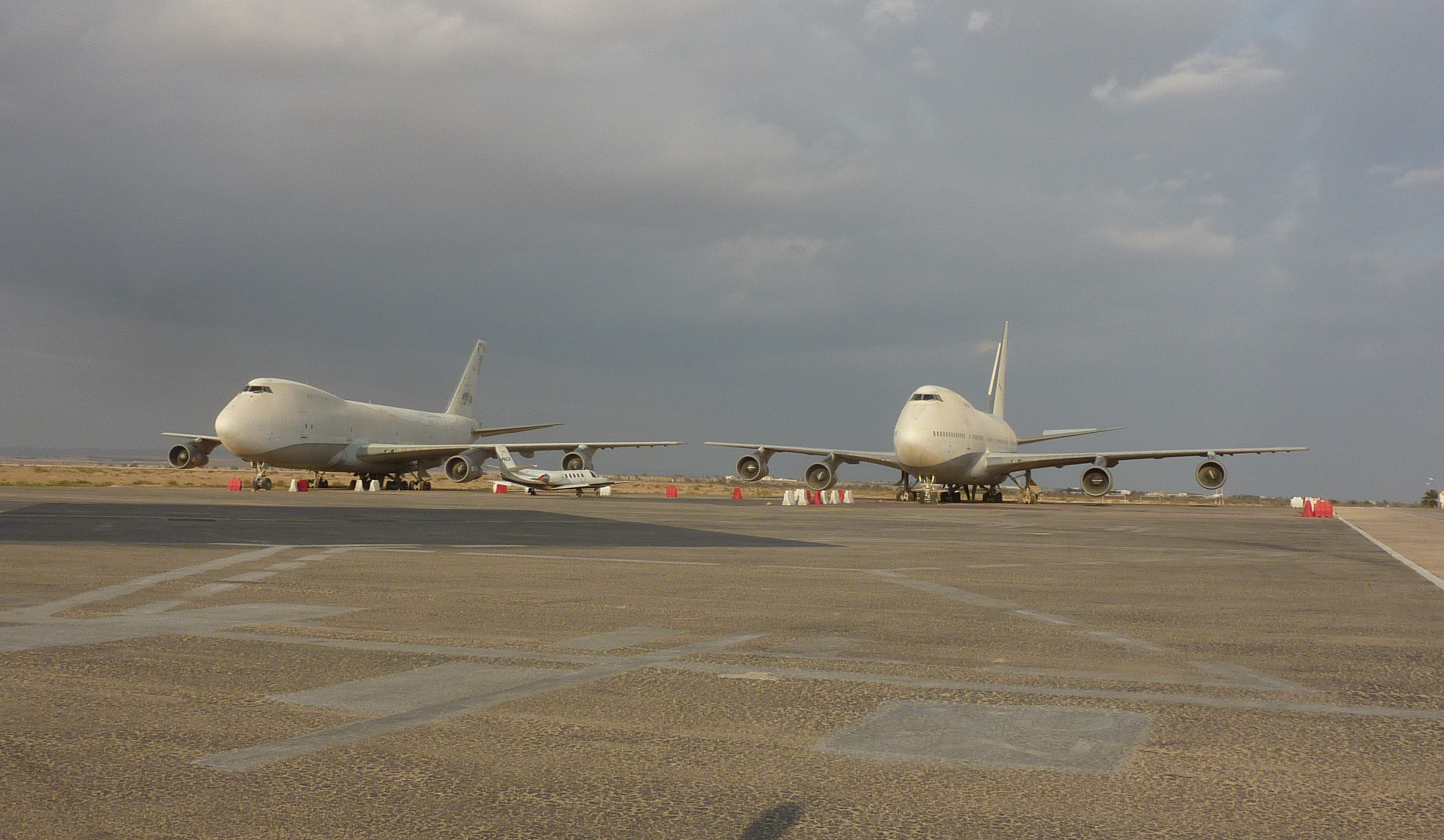
Boeings de Iraqi Airways

## Aerolíneas y destinos
| Aerolíneas           | Destinos                       |
| -------------------- | ------------------------------ |
| SevenAir             | Túnez                          |
| Transavia.com France | París-Orly                     |
| Tunisair             | Lyon, Madrid, Niza, París-Orly |